# Земляцтво житомирян
«Земляцтво житомирян» — міжнародна громадська організація, що об'єднує уродженців Житомира та Житомирської області, які проживають, працюють або навчаються в інших регіонах України. Земляцтво має представництво у Москві, розвинене молодіжне відділення. Мета організації — підтримка Житомирської області та вихідців з неї.

## Історія
Вихідці з Житомирщини були першими, хто об'єдналися в Києві за земляцьким принципом, створивши в 1994 громадську організацію «Бджілка» з центром у Інституті бджільництва України.  1995 року громадська організація «Бджілка» була перейменована в громадську організацію «Земляцтво житомирян». 2000 року земляцтво отримало статус міжнародної громадської організації. «Земляцтво житомирян» є першим реігональним об'єднанням вихідців з областей України та найстарішим земляцтвом в Україні, його очолює Войтенко Сергій Володимирович. Першим віцепрезидентом МГО "Земляцтво житомирян" є Бачинський Анатолій Михайлович.
У різні часи МГО "Земляцтво житомирян" очолювали:
- Острожинський Валентин Євгенович — Засновник МГО «Земляцтво житомирян», перший голова МГО «Земляцтво житомирян» (1995-2002 рр.)
- Рижук Сергій Миколайович — Голова МГО «Земляцтво житомирян» (2002-2005 рр.)
- Мельник Сергій Іванович — Голова МГО «Земляцтво житомирян» (2005-2008 рр.)
- Жебрівський Павло Іванович — Президент МГО «Земляцтво житомирян» (2008-31 серпня 2012 рр.).
- Войтенко Сергій Володимирович — Президент МГО «Земляцтво житомирян» (з 31 серпня 2012 рр. і досі)[2].

## Керівництво
- Президент — Войтенко Сергій Володимирович
- Перший віцепрезидент — Бачинський Анатолій Михайлович
- Віцепрезидент МГО «Земляцтво житомирян» — Запаловський Юрій Антонович
- Віцепрезидент МГО «Земляцтво житомирян» — Кушнерчук Степан Іванович
- Віцепрезидент МГО «Земляцтво житомирян» — Левченко Валентина Петрівна
- Голова Молодіжного відділення — Щербина Петро Миколайович.

## Молодіжне відділення
При Міжнародній громадській організації «Земляцтво житомирян» діє Молодіжне відділення, яке очолює Щербина Петро Миколайович. Молодіжне відділення нараховує понад 200 членів  та опікується дітьми з Пугачівського дитячого будинку-інтернату та Ушомирської школи-інтернату III ступенів, організовує та проводить екскурсії по історичних пам'ятках та визначних місцях і підприємствах області, допомагає у навчальному процесі студентам із Житомирської області та сприяє їх подальшому працевлаштуванню.
Молодіжне відділення «Земляцтва житомирян» бере участь у щорічній толоці у Національному парку народної архітектури та побуту «Пирогів» (м. Київ, Голосіївський район) з метою впорядкування автентичних будинків, перевезених у 20 сторіччі з території Житомирської області 
Від молодіжного відділення земляцтва в рамках Літературної премії імені Василя Юхимовича встановлено четверту премію для молодих авторів розміром 500 гривень за раніше не опубліковані поетичні та прозові твори. Премія присуджується до Всеукраїнського літературно-мистецького свята «Просто на Покрову», що щорічно відбувається на Коростенщині.
Молодіжне відділення «Земляцтва житомирян» спільно з ГО «Вікімедіа Україна» провело інформаційну кампанію про Тематичний тиждень Житомирщини з 8 травня по 25 травня 2011 року.

## Проєкти
- Літературно-мистецький фестиваль "Просто на Покрову" (спільно з Віктором Васильчуком)
- Тематичний тиждень Житомирщини (спільно з ГО «Вікімедіа Україна»)
- Вікіекспедиція до Коростенського району Житомирської області (спільно з ГО «Вікімедіа Україна»)[8]
- Літературна премія імені Василя Юхимовича
- Допомога дитячим будинкам та інтернатам Житомирщини
- Підтримка талановитої творчої молоді із Житомирської області
- Участь у щорічному Чемпіонаті з футболу між земляцтвами регіонів України
- Участь у щорічному Чемпіонаті з волейболу між земляцтвами регіонів України [9]
- Висадження дубів у районах Житомирщини [10]